# Цеструм
Цеструм (Céstrum) — рід вічнозелених чагарників і невеликих дерев родини Пасльонові з трубчастими квітками, які рясно з'являються влітку.

## Поширення
Ареал роду — тропіки та субтропіки Америки.

## Види
За даними спільного енциклопедичний інтернет-проєкт із систематики сучасних рослин Королівських ботанічних садів у К'ю і Міссурійського ботанічного саду «The Plant List» рід містить 247 прийнятих видів (докладніше див. список видів роду цеструм).

## Опис
Більшість видів — високі чагарники, схожі на жасмин, зі стеблами до 2-3 м у висоту. Під час цвітіння цеструм майже повністю покритий яскравими кистями квіток.

## Утримання в культурі
В культурі зустрічаються різні гібридні форми. Цеструм — невибаглива кімнатна рослина, рекомендується для вирощування в прохолодних добре освітлених приміщеннях з помірною вологістю.